# Adenophora elata
Adenophora elata là loài thực vật có hoa trong họ Hoa chuông. Loài này được John Axel Frithiof Nannfeldt mô tả khoa học đầu tiên năm 1930.